# Trigonotis funingensis
Trigonotis funingensis är en strävbladig växtart som beskrevs av H. Chuang. Trigonotis funingensis ingår i släktet Trigonotis och familjen strävbladiga växter. Inga underarter finns listade i Catalogue of Life.